# Hans Christoph von Woldeck
Hans Christoph von Woldeck (* 1712 in der Prignitz, damals Priegnitz; † 26. Juni 1789 in Berlin) aus dem Hause Gnevicko war ein preußischer Generalleutnant und Chef des Infanterieregiments Nr. 26 (vergleiche Liste).

## Leben

### Herkunft
Hans Christoph stammte aus dem altmärkischen Uradelsgeschlechts von Woldeck und war der Sohn des königlich preußischen Rittmeisters und Erbherrn von Gnewikow Christoph von Woldeck (1667–1735) und dessen Ehefrau Hedwig von Weltzien (1663–1725). Sein Bruder Alexander Friedrich von Woldeck (1720–1795) wurde ebenfalls preußischer Generalleutnant sowie Gouverneur von Wesel. Zwei jüngerer Bruder, Otto Philipp, welcher als Lieutenant des bülowschen Fuselierregiments an der in der Schlacht bei Zorndorf empfangenen Wunde 1758 gestorben ist, und Heinrich Joachim, königlich preußischer Landrath in Preußen der ehemals als Lieutenant des Regiments Stosch Dragoner in preußischen Diensten gestanden. Eine Halbschwester war mit dem Generalmajor Friedrich Wilhelm Siegmund von der Marwitz verheiratet.

### Militärkarriere
Woldeck kam am 28. April 1729 zu den preußischen Kadetten in Berlin. Von dort kam er 1730 als Fahnenjunker in das Regiment „Sydow“ Nr. 23. 1734 wurde er Fähnrich und 1738 Seconde-Lieutenant. Am 11. August 1740 wurde er im neuerrichteten Infanterieregiment „Münchow“ Nr. 36 Premierleutnant.
Mit dem Beginn des Ersten Schlesischen Krieges marschierte das Regiment am 12. Februar 1741 nach Berlin und von hier rückte es am 4. März 1741 in Schlesien ein. Im Jahr 1742 nahm es an den Feldzügen in Oberschlesien teil, wobei es in Troppau stationiert war. Im Gefecht von Wigstadtl konnte es das 2. Bataillon des Dragonerregiments „Kannenberg“ Nr. 4 (siehe Liste) entsetzen. 1744 war Woldeck mit dem Regiment Nr. 36 bei der Belagerung und Eroberung von Prag. Danach wurde das Regiment dem Korps Nassau zugeordnet und nahm an Scharmützeln bei Kammerburg und Schwarzkosteletz teil. Er blieb bis zum Frieden bei diesem Korps.
Woldeck wurde am 14. Mai 1748 zum Stabshauptmann ernannt und am 28. Mai 1753 zum wirklichen Hauptmann. Im Siebenjährigen Krieg kämpfte er bei Lobositz (1. Oktober 1756). Ein Bataillon des Regiments schlug sich so tapfer, dass es den Grenadiermarsch schlagen durfte. Am 21. April 1757 kämpfte er bei Reichenberg, am 18. Juli bei Kolin, am 22. November bei Breslau und am 5. Dezember bei Leuthen. Das Regiment wurde vom König als besonders tapfer gelobt. Am 1. Juli 1759 wurde Woldeck zum Major befördert. Im Gefecht von Maxen geriet er in österreichische Gefangenschaft, aus welcher er erst nach dem Frieden von Hubertusburg wieder entlassen wurde.
Woldeck kam wieder zu sein Regiment und wurde um 1767 Oberstleutnant. Am 1. Juni 1771 wurde er Oberst und am 23. März 1778 Generalmajor und Chef des Infanterieregiments Nr. 26. Im Bayerischen Erbfolgekrieg kommandierte er eine Brigade im Korps des Prinzen Heinrich.
Nach dem Krieg wurde er am 6. Mai 1786 Generalleutnant. Er starb in Berlin am 26. Juni 1789.
Obwohl er unverheiratet war, hinterließ er einen Sohn, auch Hans Christoph von Woldeck genannt, und eine Tochter. Es wird berichtet, dass er entgegen der Sitte seiner Zeit keinen Zopf trug, da ihn eine Kopfverletzung daran hinderte.